# Municipio de Arion
El municipio de Arion (en inglés: Arion Township) es un municipio ubicado en el condado de Cloud en el estado estadounidense de Kansas. En el año 2010 tenía una población de 100 habitantes y una densidad poblacional de 1,07 personas por km².

## Geografía
El municipio de Arion se encuentra ubicado en las coordenadas 39°28′53″N 97°45′35″O / 39.48139, -97.75972. Según la Oficina del Censo de los Estados Unidos, el municipio tiene una superficie total de 93.88 km², de la cual 93,86 km² corresponden a tierra firme y (0,01 %) 0,01 km² es agua.

## Demografía
Según el censo de 2010, había 100 personas residiendo en el municipio de Arion. La densidad de población era de 1,07 hab./km². De los 100 habitantes, el municipio de Arion estaba compuesto por el 98 % blancos, el 1 % eran amerindios, el 1 % eran asiáticos. Del total de la población el 0 % eran hispanos o latinos de cualquier raza.